# Robert Abrams

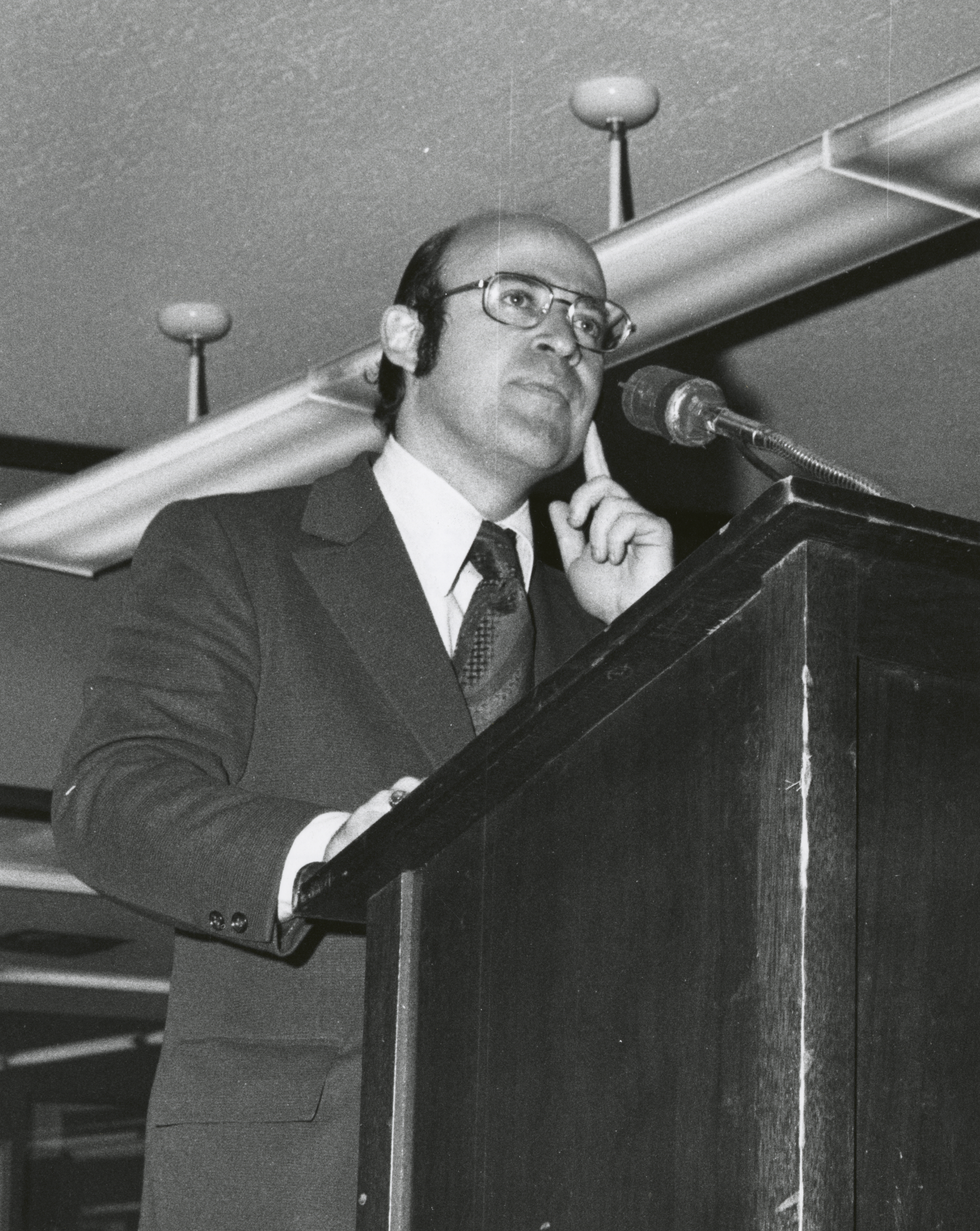
Robert Abrams

Robert Abrams (* 4. Juli 1938 in New York City) ist ein US-amerikanischer Politiker der Demokratischen Partei.

## Leben und Karriere
Abrams studierte Rechtswissenschaften am Columbia College in New York City. Von 1966 bis 1969 war er Mitglied der New York State Assembly; danach amtierte er von 1970 bis 1979 in der Nachfolge von Herman Badillo als Borough-Präsident der Bronx.
Von 1979 bis 1993 fungierte Abrams als Attorney General des Bundesstaates New York. 1992 verlor er die Wahlen zum Senat der Vereinigten Staaten gegen den Republikaner Al D’Amato. Abrams ist als Rechtsanwalt in New York City tätig.